# Lolita (film din 1962)
Lolita este un film (comedie dramatică) în regia lui Stanley Kubrick din 1962, bazat pe romanul cu același titlu a lui Vladimir Nabokov (1955), cel care a scris și scenariul. Filmul are la bază viața unui profesor de literatură de vârstă mijlocie, care devine obsedat de o adolescentă. Actorii principali sunt James Mason (Humbert Humbert), Sue Lyon (Dolores „Lolita” Haze) Shelley Winters (Charlotte Haze) și Peter Sellers (Clare Quilty). 
Datorită restricțiilor de la acea vreme (impuse de Motion Picture Association of America, MPAA), filmul a diluat cele mai provocatoare aspecte ale romanului, bazându-se de multe ori pe imaginația publicului. Actrița care a interpretat-o pe Lolita, Sue Lyon, avea 14 ani la momentul filmării. 
Filmul a polarizat criticii contemporani, dar este bine primit în prezent. Ulterior, Kubrick a menționat că – dacă și-ar fi dat seama cât de severe vor fi limitările cenzurii – probabil că nu ar fi făcut niciodată filmul. 

## Intrigă
Adus în anii ’50, filmul începe in medias res aproape de sfârșitul poveștii, cu o confruntare între doi bărbați: unul dintre ei, Clare Quilty, beat și incoerent, interpretează la pian Poloneza în A major, Op. 40, nr. 1 a lui Chopin, înainte de a fi împușcat aparent mortal în spatele unui tablou portretizând o tânără femeie, gloanțele fiind trase din fața tabloului și trecând prin acesta. Cel care trage este Humbert Humbert, un profesor britanic de literatura franceză, în vârstă de aproximativ 40 de ani. 
Filmul trece rapid apoi la evenimente petrecute cu patru ani mai devreme. Humbert ajunge în Ramsdale, New Hampshire, unde intenționa să-și petreacă vara înainte de a începe slujba sa de profesor la Beardsley College, Ohio. El caută o cameră de închiriat, iar Charlotte Haze, o văduvă nefericită, îl invită să stea în casa ei. El refuză până când o vede pe fiica văduvei, atractiva adolescentă Dolores, numită afectuos „Lolita”. 
Pentru a fi aproape de Lolita, Humbert acceptă oferta Charlottei și devine locatar al gospodăriei Haze. Însă Charlotte și-l dorește exclusiv pe „Hum” pentru ea însăși și anunță curând că o va trimite pe Lolita într-o tabără de vară pentru fete. După ce cele două pleacă spre tabără, servitoarea îi dă lui Humbert o scrisoare de la Charlotte, în care aceasta îi mărturisește dragostea și îi cere să plece de îndată, dacă nu trăiește aceleași sentimente. Scrisoarea spune că, dacă Humbert este încă în casă atunci când se va întoarce, Charlotte va ști că Hum îi împărtășește dragostea, ei urmând să se căsătorească. Deși îl umflă râsul în timp ce citește scrisoarea, Humbert se căsătorește cu Charlotte. 
Lucrurile devin bizare pentru cuplu în absența copilului: vulcanicul Humbert ajunge să fie mai retras, iar Charlotte devine din ce în ce mai nemulțumită și supărată. Charlotte descoperă jurnalul lui Humbert, în care acesta detaliază pasiunea sa pentru Lolita, iar pe ea o caracterizează ca fiind o vacă și o babă fără creier. Plângând isteric, aleargă în stradă, unde este lovită de o mașină, murind instantaneu în urma impactului. 
Humbert se duce la Camp Climax pentru a o lua pe Lolita, care încă nu știe că mama ei este moartă. Ei stau noaptea într-un hotel plin de ofițeri de poliție, care participă la o întrunire. Unul dintre oaspeți, un străin insistent, intră într-o conversație cu Humbert și conduce repetitiv conversația către „frumoasa sa fiică” ce doarme la etaj. Străinul presupune că și Humbert ar fi polițist și insinuează că el consideră normală relația celor doi. Humbert scapă de pisălogeala bărbatului abia spre dimineață, când Humbert și Lolita încep relația lor intimă, continuată în diverse hoteluri și moteluri, în timpul călătoriei lor de-a lungul Statele Unite. În public, ei se comportă drept tată și fiică. După câteva zile, Humbert îi dezvăluie Lolitei că mama ei nu este bolnavă într-un spital, așa cum îi spusese anterior, ci moartă. Deși îndurerată, aceasta rămâne alături de Humbert. 
La sosirea toamnei, Humbert ocupă poziția de profesor la Beardsley College, iar pe Lolita o înscrie la școala din localitate. Curând, oamenii încep să își pună întrebări cu privire la relația dintre profesor și presupusa sa fiică. La rândul său, Humbert își pune probleme vis-à-vis de implicarea Lolitei în teatrul școlii și interacțiunea sa cu adolescenții din clasă. Într-o seară, îl găsește pe un anume dr. Zempf așezat în sufrageria sa întunecată. Zempf, vorbind cu un puternic accent german, susține că este de la școala Lolitei și că ar vrea să discute despre cunoștințele acesteia despre viață. Zempf îl convinge pe Humbert să îi permită Lolitei să ia parte la piesa de școală, pentru care aceasta fusese selectată să interpreteze rolul principal. 
În timp ce participa la reprezentație, Humbert află că Lolita a mințit cu privire la modul cum își petrecea după-amiezile de sâmbătă, când susținea că ia lecții de pian. Humbert decide să părăsească Beardsley College și să pornească cu Lolita din nou la drum. Lolita obiectează la început, dar apoi se răzgândește brusc și pare foarte entuziasmată. Odată plecat pe drum, Humbert își dă seama în curând că sunt urmați de o mașină misterioasă. Când Lolita se îmbolnăvește, o duce la spital. Cu toate acestea, atunci când se întoarce după ea, constată că adolescenta a dispărut. Asistenta de acolo îi spune că a plecat cu un alt bărbat care pretindea că ar fi unchiul ei, iar Humbert, devastat, rămâne fără replică, cu privirea țintită la locul în care unde aceasta ar fi trebuit să se afle. 
Câțiva ani mai târziu, Humbert primește o scrisoare de la doamna Richard T. Schiller, numele Lolitei primit în urma căsătoriei. Ea scrie că ar fi măritată cu un bărbat pe nume Dick, că este însărcinată și că are nevoie disperată de bani. Humbert o vizitează și constată că a devenit o femeie în toată puterea cuvântului, care duce o viață confortabilă. Humbert o întreabă cine a răpit-o cu trei ani mai devreme. Ea îi răspunde că a fost Clare Quilty, bărbatul care i-a urmărit, un dramaturg celebru și cu care mama ei a avut o relație efemeră. Ea afirmă că Quilty este – de asemenea – cel care a pretins a fi dr. Zempf. Lolita însăși a avut o aventură cu acesta și a plecat cu el când i s-a promis marea cu sarea. Cu toate acestea, el i-a cerut apoi să se alăture stilului său de viață depravat, inclusiv să joace în filmele sale „de artă”, fapt pe care ea le-a refuzat vehement. 
Humbert o roagă pe Lolita să-și părăsească soțul și să vină cu el, dar acesta refuză. Humbert îi dă Lolitei 13.000 de dolari, explicându-i că aceștia ar fi banii obținuți din vânzarea casei mamei sale, apoi pleacă să-l vadă pe Quilty în conacul său, acolo unde a început filmul. În epilog se menționează că Humbert a murit din cauza trombozei coronariene, în așteptarea procesului pentru uciderea lui Quilty. 

## Distribuție
- James Mason în rolul lui Humbert „Hum” Humbert
- Shelley Winters în rolul Charlottei Haze-Humbert
- Sue Lyon în rolul lui Dolores „Lolita” Haze
- Peter Sellers în rolul lui Clare Quilty
- Gary Cockrell în rolul lui Richard „Dick” Schiller
- Jerry Stovin în rolul lui John Farlow, un avocat din Ramsdale
- Diana Decker în rolul lui Jean Farlow
- Louis Maxwell în rolul lui Mary Lore (asistentă medicală)
- Cec Linder în rolul lui fr. Keegee
- Bill Greene în rolul lui George Swine (administratorul hotelului din Bryceton)
- Shirley Douglas în rolul doamnei Starch (profesoară de pian în Ramsdale)
- Maxine Holden în rolul doamnei Fromkiss (recepționera spitalului)
- Marianne Stone în rolul lui Vivian Darkbloom (însoțitoarea lui Quilty)
- Marion Mathie în rolul doamnei Lebone
- James Dyrenforth în rolul lui Frederick Beale
- John Harrison în rolul lui Tom
- Colin Maitland în rolul lui Charlie Sedgewick
- C. Denier Warren în rolul lui Potts

## Producție

### Dezvoltare
Cu acordul lui Nabokov, Kubrick a schimbat ordinea desfășurării evenimentelor, mutând ceea ce a fost sfârșitul romanului la începutul filmului, un procedeu literar cunoscut sub numele in media res. Kubrick a stabilit că, în timp ce acest fapt a sacrificat un final minunat, inversiunea a ajutat la păstrarea interesului, deoarece el considera că atenția cititorului s-a diminuat odată ce Humbert a reușit să o seducă pe Lolita.
Kubrick a oferit un cadru contemporan odiseei celor doi prin Statele Unite. Deși romanul a fost pus în scenă în anii 1940, a filmat multe dintre scenele exterioare în Anglia, cu unele decoruri de fundal din Statele Unite (New York de-a lungul NY 9N, în estul Adirondacks, respectiv Albany la Rensselaer, privit de pe malul estic al râului Hudson). Unele dintre rolurile minore au fost jucate de actori canadieni și americani, precum Cec Linder, Lois Maxwell, Jerry Stovin și Diana Decker, care locuiau în Anglia la acea vreme. Kubrick a trebuit să filmeze în Anglia, întrucât o mare parte din banii pentru finanțarea filmului au fost strânși acolo, trebuind să fie cheltuiți tot acolo. În plus, Kubrick locuia în acea vreme în Anglia și avea o frică teribilă de zborul cu avionul. Castelul Hilfield a servit în film drept „Pavor Manor” al lui Quilty.

### Casting
Pentru rolul lui Humbert Humbert, Mason a fost prima alegere a lui Kubrick și a producătorului Harris. Acesta  a refuzat inițial din cauza unui contract pe Broadway, dar le-a recomandat-o pe fiica sa, Portland, pentru rolul lui Lolitei. Laurence Olivier a refuzat la rândul său rolul, aparent la sfatul agenților. Kubrick l-a avut în vedere pe Peter Ustinov, dar a renunțat în cele din urmă. Harris s-a gândit apoi lui David Niven; Niven a acceptat inițial rolul, dar a declinat ulterior, de teamă că sponsorii emisiunii sale TV, Patru stele Playhouse (1952), o să se opună. Mason și-a reconsiderat poziția inițială său și a acceptat rolul.
Rolul lui Clare Quilty a fost mult extins față de cel din roman, iar Kubrick i-a permis lui Sellers să adopte o varietate de fațete de-a lungul filmului. La început, în film, Quilty apare ca el însuși: un dramaturg de avangardă, cu o atitudine superioară. Mai târziu apare drept un polițist curios pe veranda hotelului, unde sunt cazați Humbert și Lolita. În continuare, este psihologul intruziv al liceului Beardsley, doctorul Zempf, care se află în veranda lui Humbert, pentru a-l convinge să-i ofere Lolitei mai multă libertate în activitățile sale după școală. Apoi este văzut ca un fotograful în culisele sălii unde se joacă piesa Lolitei. Către final, el este un apelant anonim care efectuează un sondaj telefonic. 
Rolul Lolitei i-a fost oferit lui Jill Haworth, dar acesta era sub contract cu Otto Preminger, iar el a spus „nu”. Deși inițial Vladimir Nabokov credea că Sue Lyon este selecția potrivită pentru a juca-o pe Lolita, ani mai târziu, Nabokov a spus că Lolita ideală ar fi fost Catherine Demongeot, o actriță franceză care a jucat rolul „Zazie” în Zazie în metrou (1960), rol urmat de doar alte câteva filme.

### Cenzură
La momentul lansării filmului, Codul Hays (care datează din anii 1930) a fost cel care reglementa producția de film. Cenzura vremii a inhibat activitatea lui Kubrick; ulterior, Kubrick a comentat că, „din cauza presiunii Codului asupra producției și a Legiunii Catolice a Decenței la acea vreme, cred că nu am dramatizat suficient aspectul erotic al relației lui Humbert cu Lolita. Dacă aș putea face filmul din nou, aș sublinia componenta erotică a relației lor cu aceeași intensitate utilizată de Nabokov.” Kubrick a scos la iveală natura relației lor în mod indirect, utilizând sensul dublu și indicii vizuale, cum ar fi Humbert pictând degetele de la picioare ale Lolitei. Într-o scenă din film, Humbert joacă șah cu Charlotte Haze în timp ce Lolita îl sărută pe Humbert de noapte bună; replica lui Hum în acestă scenă este «îți iau regina», o aluzie clară asupra intențiilor sale (șahul este un motiv recurent în romanele lui Nabokov și jocul preferat al regizorului Stanley Kubrick). Într-un interviu pentru Newsweek din 1972 (după introducerea sistemului de rating la sfârșitul anului 1968), Kubrick a spus că „probabil nu ar fi făcut filmul” dacă și-ar fi dat seama în prealabil despre cât de dificile ar fi problemele de cenzură.
Filmul nu precizează vârsta Lolitei în mod deliberat. Kubrick a comentat: „Cred că unii oameni aveau imaginea mentală a unui copil de nouă ani, dar Lolita avea doisprezece și jumătate în carte; Sue Lyon avea treisprezece ani. De fapt, Lyon avea 14 ani când a început filmările și 15 când a terminat. Deși a trecut de cenzură fără secvențe tăiate, Lolita a fost calificat drept film „X” de Consiliul Britanic al Cenzorilor de Film atunci când a fost lansat în 1962, ceea ce înseamnă că nu putea fi vizionat de persoane sub 16 ani.

### Narațiune
Humbert folosește termenul „nimfetă” pentru a o descrie pe Lolita; acesta apare de două ori în film și sensul său este lăsat nedefinit. Într-un voice-over în dimineața de după piesa liceului de la Ramsdale, Humbert mărturisește în jurnalul său: „Ceea ce mă înnebunește este natura dublă a acestei nimfete, specifică poate oricărei nimfete, acest amestec între Lolita mea tandră, copilă visătoare, și un fel de vulgaritate stranie. Știu că este o nebunie să păstrez acest jurnal, dar îmi dă un fior ciudat să fac acest lucru. Și doar o soție iubitoare ar putea descifra în detaliu scenariul meu”. 

### Adaptare
Adaptareia scenariului este atribuită lui Nabokov, deși foarte puțin din ceea ce a furnizat (publicat ulterior într-o versiune scurtă) a fost folosit în film. Nabokov, în urma succesului romanului, s-a mutat la Hollywood și a scris un scenariu pentru o adaptare de film, între martie și septembrie 1960. Primul proiect a fost extrem de lung – peste 400 de pagini, la care producătorul Harris a remarcat „Nu poți să face asta, nu poate fi ridicat de jos.” În public, Nabokov a vorbit politicos cu privire la film, dar, într-un interviu din 1962 dat înainte de a vedea filmul, a comentat că s-ar putea dovedi a fi „înfiorările unei unități scenice așa cum sunt percepute de pasagerul orizontal a unei ambulanțe”. Kubrick și Harris au rescris ei scenariul, cu atenția necesară pentru a satisface nevoile cenzurii. 
Există multe diferențe între adaptarea filmului Kubrick-Harris și romanul lui Nabokov, inclusiv unele evenimente care au fost complet omise. Majoritatea scenelor sexuale explicite, referințele și episoadele din carte au fost scoase din film din cauza cenzurii stricte din anii 1960; relația sexuală dintre Lolita și Humbert este implicită și nu este niciodată ilustrată grafic pe ecran. În plus, unele evenimente din film diferă de roman și există, de asemenea, schimbări ale personajul Lolita. Unele dintre diferențe sunt enumerate în cele ce urmează: 

#### Vârsta, numele, sentimentele și destinul Lolitei
În film, vârsta Lolitei a fost crescută de la 12 la cea a adolescenței timpurii, pentru a îndeplini standardele Motion Picture Association of America. Kubrick fusese avertizat că cenzorii solicită utilizarea unei actrițe mai dezvoltate fizic, la care să fie evident faptul că are cel puțin 14 ani. Ca atare, Sue Lyon a fost aleasă pentru rol, în parte datorită aparenței sale mai mature.  
În roman, numele „Lolita” este folosit doar de Humbert ca nume de alint pentru favorita sa, în timp ce în film, mai multe dintre personaje o apelează astfel. În carte, ea este menționată ca „Lo”, „Lola” sau „Dolly” de către celelalte personaje. Diverși critici, precum Susan Sweeney, au observat că, de vreme ce nu se autonumește niciodată „Lolita”, ea neagă subiectivitatea atribuită numelui. În general, romanul oferă puține informații despre sentimentele sale: atunci când romanul oferă scurte dovezi despre tristețea și zbuciumul Lolitei, Humbert glosează asupra lor, dar filmul omite aproape toate aceste episoade.

#### Profesorul Humbert
Criticul Greg Jenkins consideră că Humbert este și se comportă acceptabil, calitate pe care nu o are neapărat în roman. În film, personajul este rafinat, în timp ce în roman poate fi perceput ca fiind mult mai respingător. Internarea în sanatoriu ca urmare a două căderi psihice suferite înainte de a o întâlni pe Lolita sunt complet omise în film, la fel ca și relațiile sale anterioare nereușite cu femei de vârstă apropiată (pe care le numește în roman „femei terestre”) prin care a încercat să se stabilizeze. Complexele sale de-a lungul vieții în preajma adolescentelor sunt în mare parte ascunse în film, iar Lolita apare mai în vârstă decât omologul său din roman, ceea ce îl determină pe Jenkins să comenteze: „O poveste povestită inițial de pe marginea unui abis moral se îndreaptă rapid către un teren mai sigur”. Pe scurt, romanul îl indică pe Humbert ca fiind atât instabil psihic, cât și obsedat de fetițe, deviații la care filmul nu face niciodată referire. 
Jenkins observă că Humbert pare chiar mai demn și controlat comparativ alți locuitori ai Ramsdale, în special față de mama agresivă a Lolitei, într-un mod care invită publicul să-l simpatizeze pe Humbert. Hum este înfățișat ca fiind un caracter urban și sofisticat captiv într-un mic oraș din provincie, populat de oameni ușor imorali, refugiat al Lumii Vechi europene într-o parte deosebit de crudă a Lumii Noi. De exemplu, profesorul de pian al Lolitei apare în film ca fiind agresiv și prădalnic, în comparație cu care Humbert pare destul de rezervat. Personajul John Farlow vorbește sugestiv despre „partenerii schimbători” al unui dans, într-un mod care îi repugnă lui Humbert. Jenkins consideră că în film Quilty reprezintă întruchiparea răului, nu Humbert. Extinderea personajului lui Quilty și modul în care Quilty îl căznește pe Humbert invită publicul să simpatizeze cu Humbert o dată în plus.  
Întrucât Humbert este povestitorul romanului, degradarea sa psihică profundă datorată anxietății de-a lungul celei de-a doua jumătăți a poveștii este mai evidentă din tonul din ce în ce mai disperat al narațiunii sale. În timp ce filmul subliniază încercările din ce în ce mai severe ale lui Humbert de a o controla pe Lolita, romanul focusează asupra pierderii autocontrolului și stabilității mentale a lui Humbert.  
De asemenea, Jenkins observă că unele dintre acțiunile mai brutale ale lui Humbert sunt omise sau modificate în film. De exemplu, în roman el amenință că o va trimite pe Lolita la școala de corecție, în timp ce în film promite că nu o va trimite niciodată acolo. El a remarcat, de asemenea, că stilul narativ al lui Humbert din roman, deși elegant, este plin, modulat și cu subînțeles, în timp ce în film este „discret și măsurat”.

#### Infatuarea lui Humbert și „nimfetele” din roman
Filmul omite în totalitate episodul critic din viața lui Humbert în care la 14 ani a fost oprit să facă dragoste cu tânăra Annabel Leigh, care la scurt timp după aceea a murit și, în consecință, omite toate indiciile cum că Humbert avea o aplecare asupra fetelor prepubere încă dinainte de a o întâlni pe Dolores Haze. În roman, Humbert menționează relația amoroasă din tinerețe cu Annabel Leigh, zădărnicită atât de intervenția adulților, cât și de moartea acesteia, ca cheie a obsesiei sale pentru „nimfete”. Singura mențiune a filmului cu privire la „nimfete” este relatarea din jurnalul lui Humbert asupra Lolitei.
Humbert explică că mirosul și gustul tinereții i-au lăsat urme de-a lungul vârstei adulte: „piciorele și buzele fierbinți ale acelei fetițe l-au bântuit de atunci”. El susține astfel că „Lolita a început cu Annabel” și că vraja Annabelei a fost spartă prin „întruparea ei în alta”.
Ideea că legătura cu tinerele fete l-a motivat pe Humbert să accepte meseria de profesor de literatură franceză la Beardsley College și să se mute la Ramsdale este complet omisă în film. În roman, el găsește mai întâi cazare la familia McCoo, deoarece aceștia au o fiică de doisprezece ani, o potențială „nimfetă enigmatică pe care ar ajuta-o la franceză și ar dezmierda-o în limba lui Humbert”. Cu toate acestea, casa McCoo arde la câteva zile înainte de sosirea sa, acesta fiind prilejul cu care doamna Haze îi oferă cazare lui Humbert.

#### Atitudinile lui Humbert față de Charlotte
Susan Bordo a observat că, pentru a sublinia latura dură și crudă a personalității lui Humbert la începutul filmului, Nabokov și Kubrick au căutat modalități suplimentare prin care Humbert se comportă monstruos față de mama Lolitei, Charlotte Haze. El batjocorește declarația ei de dragoste și face o baie relaxantă după moartea ei accidentală. Acest lucru înlocuiește efectiv voice-over-urile în care discută planurile sale de a o seduce și abuza pe Lolita drept mijloc de a-l descrie pe Humbert drept manipulator, intrigant și egoist. Totuși, Greg Jenkins a remarcat că răspunsul lui Humbert la scrisoarea de dragoste a Charlottei din film este mult mai amabil decât cel din roman, iar filmul merge mai departe pentru a o face Charlotte antipatică. 

#### Extinderea rolului lui Clare Quilty
Rolul lui Quilty este mult extins în film și adus în prim-planul narațiunii. În roman, Humbert surprinde doar scurte imagini neînțelegeri reciproce înainte de confruntarea lor finală din casa lui Quilty, iar cititorul află despre Quilty târziu în narațiune, odată cu Humbert. Rolul lui Quilty este explicit încă de la începutul filmului, contrastând cu apariția surpriză ascunsă până aproape de sfârșitul romanului. Într-un interviu din 1962 cu Terry Southern, Kubrick descrie decizia sa de a extinde rolul lui Quilty, spunând că „în tegumentul poveștii a fost posibil să fie strecurat acest fir puternic al narațiunii secundare – pentru că după ce Humbert o seduce le Lolita la motel (sau mai degrabă după ce ea îl seduce) s-a răspuns la marea întrebare – așa că a fost bine ca această narațiune a misterului să continue după actul seducției.” Acest fapt amplifică rolul lui Quilty din carte, acesta devenind o dublură întunecată a lui Humbert, oglindind toate calitățile negative ale lui Hum, o temă care îl preocupa pe Kubrick.
Filmul începe cu o scenă de la sfârșitul cărții, respectiv asasinarea lui Quilty de către Humbert. Acesta îl arată pe Humbert ca fiind un criminal înainte de a afla că Humbert este un seducător de minore, iar filmul condiționează privitorul să privească flashback-ul ce urmează ca o explicație pentru crimă. Filmul revine la prima întâlnire a lui Humbert cu Charlotte Haze și continuă cronologic până când scena crimei este prezentată încă o dată la final. Cartea, povestită de Humbert, prezintă evenimentele în ordine cronologică de la bun început, începând cu viața copilului Humbert. În timp ce Humbert sugerează în tot romanul că a comis o crimă, circumstanțele sale reale nu sunt descrise până aproape de sfârșit. Bret Anthony Johnston remarcă faptul că romanul este un fel de roman despre crime inversat: cititorul știe că cineva a fost ucis, dar trebuie să aștepte pentru a afla cine este victima. În mod similar se notează: „misterul identității lui Quilty transformă acest roman într-un fel de poveste cu detectivi (în care protagonistul este atât detectiv, cât și criminal)”. Acest efect este, desigur, pierdut în filmul Kubrick.  
În roman, domnișoara Pratt, director al școlii din Beardsley, discută cu Humbert problemele de comportament ale lui Dolores și – printre altele – îl convinge pe Humbert să-i permită Lolitei să participe la clasa de dramaturgie, în special în piesa ce urmează. În film, această sarcină îi revine lui Quilty, deghizat în psihologul școlar „Dr. Zempf” (deghizare ce nu există în roman). În ambele versiuni, se afirmă că Lolita pare a fi „reprimată sexual” întrucât, în mod misterios, nu prezintă interes pentru băieți. Atât dr. Zempf, cât și domnișoara Pratt, își exprimă părerea că acest aspect al adolescenței sale ar trebui ameliorat prin participarea la activitățile sociale ale școlii. În timp ce Pratt își dorește ca Humbert să o lase pe Dolores să participe la grupul dramatic, Quilty (Zempf) se concentrează în mod special pe piesa liceului (scrisă de Quilty și produs cu o oarecare supraveghere din partea sa), pentru care Lolita repetase în secret (în ambele versiuni, roman și film). În roman, domnișoara Pratt crede sincer în versiunea unei Lolite „reprimară sexual”, în timp ce Quilty cunoaște adevărul. Deghizarea lui Quilty în Dr. Zempf îi permite lui Sellers să folosească un accent german batjocoritor, specific stilul actoriei sale.
În ceea ce privește această secvență, adaptarea scenică a romanului din 1981 a dramaturgului Edward Albee urmărește mai degrabă filmul lui Kubrick decât romanul. 
Filmul păstrează tema unui „Quilty” anonim specifice romanului, care trece prin conștiința lui Humbert în multe ocazii, deși detaliile modului în care este redată această temă sunt destul de diferite în film. El a fost descris ca „o emanație a conștiinței vinovate a lui Humbert”, iar Humbert îl descrie pe Quilty în roman drept „umbra” sa.
Primul și ultimul cuvânt al romanului este „Lolita”. După cum a remarcat criticul de film Greg Jenkins, în contrast cu romanul, primul și ultimul cuvânt al scenariului este „Quilty”.

#### Asupra uciderii Charlottei Haze
În roman, Humbert și Charlotte merg să înoate în lacul Hourglass, unde Charlotte anunță că o va trimite pe Lo într-o tabără de vară; în film, această scenă are loc în pat. În mod similar, planul lui Humbert de a o ucide pe Charlotte are loc la Hourglass Lake în roman, respectiv acasă în film. Această diferență afectează planul lui Humbert de a ucide pe Charlotte. În carte el este tentat să o înece în lac, în timp ce în film consideră posibilitatea de a o împușca cu un pistol în timp ce se află în casă, în ambele scenarii ajungând la concluzia că nu s-ar putea ajunge niciodată să o facă. În biografia sa despre Kubrick, Vincent LoBrutto observă că Kubrick a încercat să recreeze lacul Hourglass într-un studio, dar a devenit sceptic că o scenă exterioară atât de importantă poate avea loc în studio, așa că a refăcut-o pentru a avea loc acasă. Susan Bordo observă că, după moartea Charlottei în film, doi vecini văd arma lui Humbert și concluzionează în mod fals că Humbert are în vedere suicidul, în timp ce, de fapt, acesta considerase uciderea Charlottei.
Aceeași tentativă de ucidere a Charlottei apare în secțiunea Deleted Scenes de pe DVD-ul filmului din 1997 (readusă la Hourglass Lake). În roman, Humbert ia în considerare uciderea Charlottei, iar mai târziu Lolita îl acuză pe Humbert că a omorât-o în mod deliberat. Doar prima scenă apare în filmul din 1962, în timp ce doar cea din urmă scenă apare în filmul din 1997. 

#### Prietenii Lolitei la școală
Mona Dahl, este o prietenă a Lolitei care apare cu o pondere diferită în film, respectiv în roman. În roman, Mona este activă în piesa școlară. Lolita îi spune lui Humbert povești despre viața amoroasă a Monei, Hum concluzionând că Mona „încetase demult” să fie (dacă a fost vreodată) o „nimfetă”. Mona a avut deja o aventură cu un marinar și pare să flirteze cu Humbert. Păstrează secretele Lolitei și o ajută pe aceasta să-l mintă pe Humbert atunci când Hum descoperă că Lo a lipsit lecțiile de pian. În film, Mona pare să fi fost înlocuită de o anume „Michele” în cea de-a doua parte a filmului, care are la rândul său un rol în piesa școlară, care are o aventură cu un marinar și care îi vinde scornelile Lolitei lui Humbert. Criticul de film Greg Jenkins susține că Mona a fost pur și simplu eliminată din film.
Humbert bănuiește că Lolita dezvoltă un interes pentru băieți în diferite momente de-a lungul poveștii. Nu bănuiește pe nimeni în special din roman. În film, el este de două ori circumspect asupra a doi băieți, Rex și Roy, care își petrec timpul cu Lolita și cu prietena ei, Michele. În roman, Mona are un prieten pe nume Roy.

#### Alte diferențe
În roman, prima scânteie între Humbert și Lolita apare pentru că Humbert aduce cu o celebritate care îi place Lolitei. În film, atracția pornește la un film de groază, în care cei doi se apucă de mână (scena este cea din „Blestemul lui Frankenstein” al lui Christopher Lee, când monstrul își îndepărtează masca). Christine Lee Gengaro spune că acest lucru sugerează că Humbert este un monstru cu mască, această teorie fiind dezvoltată de Jason Lee. La fel ca în roman, în film Lolita arată afecțiune pentru Humbert înainte de a pleca spre tabăra de vară.
În roman, atât hotelul la care Humbert și Dolores au prima relație, dar și sceneta lui Quilty pentru care Dolores se pregătește la liceu se numesc Vânătorul vrăjit. Cu toate acestea, în roman, directorul școlii (Pratt) se referă eronat la piesa de teatru ca Vrăjitorul vânat. În filmul lui Kubrick, hotelul poartă același nume ca în roman, dar acum piesa se numește cu adevărat The Hunted Enchanter. Ambele denumiri sunt stabilite doar prin semnalizare vizuală – banner-ul pentru convenția poliției la hotel, respectiv reclama piesei – numele nu sunt menționate niciodată în dialog.
Relațiile dintre Humbert și alte femei înainte și după Lolita sunt omise din film. Greg Jenkins vede acest lucru ca făcând parte din tendința generală a lui Kubrick de a simplifica narațiunile sale, menționând și faptul că romanul oferă, așadar, o viziune mai „condimentată” a gustului lui Humbert pentru femei.
Doar filmul include o întrunire a poliției la hotelul unde Humbert îi permite Lolitei să-l seducă. Michel Ciment, vede acest fapt ca fiind tipic tendinței generale a lui Kubrick de a se lua de autorități.
Lolita joacă în piesa școlară (scrisă de Clare Quilty) în film, dar renunță înainte de reprezentația în roman. În film, vedem că piesa lui Quilty are un simbolism sugestiv, iar confruntarea dintre Humbert și Lolita asupra abseneți de la lecțiile sale de pian are loc după debutul triumfal în premiera piesei.

## Muzică
Muzica pentru film a fost compusă de Nelson Riddle, iar tema principală de Bob Harris. Piesa recurentă dansantă auzită pentru prima dată la radio atunci când Humbert o întâlnește pe Lolita în grădină a devenit ulterior un single de succes sub numele „Lolita Ya Ya”, cu Sue Lyon creditată drept voce pentru versiunea single. Pe verso a apărut o melodie de rock light în stilul anilor 60, numită „Turn off the Moon”, cântată și de Sue Lyon. „Lolita Ya Ya” a fost înregistrată ulterior de alte trupe; a fost, de asemenea, un single de succes pentru The Ventures, ajungând până pe locul 61 în clasamentul Billboard și fiind apoi inclus în multe dintre albumele de compilație ale acestora. În biografia sa despre The Ventures, Del Halterman citează un recenzor anonim al CD-ului relansării coloanei sonore originale a Lolitei, spunând: „punctul culminant este piesa cea mai frivolă, 'Lolita Ya Ya', piesă instrumentală adictivă cu vocalize fără sens care apar ca o parodie simultan vicioasă și bine temperată a elementelor kitsch ale rock and roll-ului de la începutul anilor șaizeci”. 

## Recepție
Lolita a avut premiera pe 13 iunie 1962 în New York (data data de copyright este 1961). S-a vândut destul de bine, cu publicitate puțină, bazată în cea mai mare parte pe comunicare orală. mulți critici au părut neinteresați sau dezgustați de film, în timp ce alții au dat recenzii strălucitoare. Totuși, filmul a fost foarte controversat, din cauza conținutului său.
Printre recenziile pozitive, Bosley Crowther, de la The New York Times, a scris că filmul a fost „în mod vizibil diferit” de roman și a avut „câteva confuzii ciudate de stil și dispoziție”, dar și „o putere rară”. Richard L. Coe din The Washington Post l-a numit „un film de un geniu deosebit”, cu un ton „[...] nu de ură, dar adevărat batjocoritor. Regizorul și autorul au un punct de vedere asupra vieții moderne care nu este măgulitor, dar nici nu disprețuiește. Este regret pentru comedia umană.” Philip K. Scheuer, de la Los Angeles Times, a declarat că filmul „reușește să atingă culmile comediei disonantă, dar la nivelul adulților (cazuri într-adevăr rare) și, în același timp, să sublinieze tragedia în comunicarea umană, comuniunea umană, între oameni care au internaționat fără speranță”. The Monthly Film Bulletin a scris că temele principale ale filmului au fost „obsesia și incongruența”, și, din moment ce Kubrick era „un regizor cerebral lipsit de aplecare pentru tensiune erotică [...], i-a fost ușor să renunte la acesta, alternativa lui Kubrick devenind legitimă.” Într-o recenzie general pozitivă pentru The New Yorker, Brendan Gill a scris: „Kubrick este plin de încredere în sine întrun mod minunat; camera sa ne-a transmis în primele cinci minute că poate face orice minune pe care mănuitorul i-o poate cere, continuând să ofere o succesiune de scene schițate la modul general și manipulate pentru a stârni râsul, oricât de morbide ar fi circumstanțele”. Arlene Croce de la Sight & Sound a scris că „Lolita este – în felul său – un film bun”. Ea a găsit scenariul lui Nabokov „un model de adaptare” și distribuția „aproape perfectă”, deși a descris încercările lui Kubrick de erotism drept „superficiale și greșite” și a concluzionat: „aplecarea sa pentru comedia vizuală este la fel de redusă precum reprezentarea lui cu privire la senzualitate”.
Variety a avut o evaluare mixtă, numind filmul „ocazional amuzant, dar fără formă”. Harrison’s Reports a fost negativ, scriind: „Nu trebuie să fiți un bătrânel scântit și limitat din Dubuque pentru a accepta că filmul vă lasă un sentiment de dezgust, în mare parte din cauza poveștii sale”.
Filmul a fost reevaluat de critici de-a lungul timpului, iar în prezent are  la Rotten Tomatoes un scor de 93% din 42 de recenzii. Consensul critic spune: „Lolita lui Kubrick își adaptează materialul sursă aparent neadaptabil într-o notă comică vicleană, iar interpretare veritabilă a lui James Mason transformă romanul controversat într-un mod revigorant, fără a-i sacrifica esența.” Realizatorul David Lynch a spus că Lolita este filmul său preferat din opera lui Kubrick.
Filmul a fost un succes comercial. Cu un buget de 2 milioane de dolari, Lolita a adus încasări de 9.250.000 de dolari doar în SUA.  În timpul rulării sale inițiale în America de Nord, filmul a produs câștiguri de aproximativ 4,5 milioane USD din chirii.
La câțiva ani de la lansarea filmului, acesta a fost relansat pe VHS, laserdisc, DVD și blu-ray. Încasările au fost de 3,7 milioane USD din chirii în SUA pe VHS. 

### Premii și onoruri
| Premiu                                       | Categorie                            | Nominalizat      | Rezultat     |
| -------------------------------------------- | ------------------------------------ | ---------------- | ------------ |
| Premiile Oscar                               | Cel mai bun scenariu adaptat         | Vladimir Nabokov | Nominalizare |
| Premiile BAFTA                               | Cel mai bun actor                    | James Mason      | Nominalizare |
| Premiile Globul de Aur                       | Cel mai bun regizor                  | Stanley Kubrick  | Nominalizare |
| Premiile Globul de Aur                       | Cel mai bun actor (dramă)            | James Mason      | Nominalizare |
| Premiile Globul de Aur                       | Cel mai bun actor în rol secundar    | Peter Sellers    | Nominalizare |
| Premiile Globul de Aur                       | Cea mai bună actriță în rol secundar | Shelley Winters  | Nominalizare |
| Premiile Globul de Aur                       | Premiul pentru debut feminin         | Sue Lyon         | Câștigat     |
| Directors Guild of America Award             | Cel mai bun regizor                  | Stanley Kubrick  | Nominalizare |
| Bienala Internațională de Artă de la Veneția | Leul de Aur                          | Stanley Kubrick  | Nominalizare |

## Alte versiuni
- Scena în care Lolita îl „seduce” pe Humbert în timp ce acesta stă întins în pat este cu aproximativ 10 secunde mai lungă în versiunea filmului difuzată în Marea Britanie și Australia. În ediția din SUA, scena se termină la momentul în care îi șoptește detaliile „jocului” pe care l-a jucat cu Charlie în tabără. În varianta britanică/ australiană, filmarea continuă în timp ce Humbert mormăie că nu este familiarizat cu jocul. Apoi ea se apleacă din nou pentru a-i șopti mai multe detalii. Kubrick fixează camera asupra feței Lolitei, în timp ce ea spune „bine, bine atunci”, după care imaginea se estompează în timp ce ea începe să se aplece asupra lui Humbert în pat. Ultima scenă a fost utilizată pentru lansarea DVD-ului. De asemenea, este versiunea difuzată la Turner Classic Movies în SUA.
- Versiunea LaserDisc Criterion este singura care folosește o modificare de film aprobată de Stanley Kubrick. Acest transfer alternează între un raport de aspect 1,33 și 1,66 (la fel ca transferul din Strangelove, aprobat de Kubrick). Toate versiunile ulterioare până în prezent au fost 1,66 (ceea ce înseamnă că toate fotografiile de 1,33 sunt ușor alungite).

## Alte adaptări de film
Romanul Lolita a fost ecranizat din nou în 1997, în regia lui Adrian Lyne, avându-i pe Jeremy Irons în rolul lui Humbert, Melanie Griffith drept Charlotte și Dominique Swain în rolul Lolitei. Este acceptat pe larg că această versiune urmează mai fidel cartea lui Nabokov decât filmul lui Kubrick. Succesul însă nu a fost pe măsura așteptărilor. 